# AA (parowóz)
AA – prototyp radzieckiego, ciężkiego parowozu z 1934 r. Pozostaje najcięższym parowozem jednoczłonowym, jaki kiedykolwiek zbudowano. Posiadał 7 osi wiązanych (napędowych) i 4 toczne. Projekt ten okazał się fiaskiem technicznym. Oznaczenie serii AA pochodziło od inicjałów działacza komunistycznego Andrieja Andriejewa. Zbudowano tylko jeden egzemplarz AA20-1.

## Historia
Projekt wstępny parowozu, o układzie osi 1'G2' (rosyjski zapis: 1-7-2), został sporządzony w 1931 roku przez zespół młodych absolwentów Moskiewskiego Instytutu Inżynierów Transportu, w celu uzyskania lokomotywy o maksymalnej sile pociągowej, w granicach dopuszczalnego nacisku osi 20 ton. W założeniu, miała ona doprowadzić do większej ekonomii przewozów, tym bardziej że na wielkim ruszcie można było spalać gorsze gatunki węgla. Projekt szczegółowy powstał w Woroszyłowgradzkiej Fabryce Lokomotyw w Woroszyłowgradzie (ob. Ługańsk), przy tym dodano dodatkową oś toczną z przodu, tworząc układ osi 2'G2' (rosyjski zapis: 2-7-2). Napędowa była czwarta oś wiązana. W celu umożliwienia pokonywania łuków, pierwsza i druga oś wiązana miała możliwość przesuwu na boki po 27 mm, siódma oś o 35 mm, a koła trzeciej, czwartej i piątej osi nie miały obrzeży, natomiast ich obręcze były poszerzone do 175 mm.
Parowóz otrzymał oznaczenie serii AA (Andriej Andriejew). Zbudowano tylko jeden egzemplarz, oznaczony AA20-1 (liczba 20 w pełnym oznaczeniu określała nacisk osi). 1 stycznia 1935 parowóz ten ukończono i wysłano do Moskwy. Odbył w tym roku kilka jazd próbnych, podczas których wyszedł na jaw szereg wad konstrukcyjnych. Okazało się także, że parowóz powodował uszkodzenia toru, wykolejał się na zwrotnicach, a z uwagi na wymiary, nie mieścił się na obrotnicach i w lokomotywowniach. Wobec tego zaprzestano jego eksploatacji i dalszych prac nad projektem. W 1960 roku prototyp został zezłomowany.